# Donghak-Bewegung
Die Donghak-Bewegung, (koreanisch 동학 운동 donghak undong) genannt, war in den Jahren von 1860 bis 1894 eine religiöse und soziale Bewegung der koreanischen Landbevölkerung in Joseon, die 1894 nach dem Donghak-Aufstand und seiner Niederschlagung ihr Ende fand. Der Aufstand gilt als Auslöser für den Chinesisch-Japanischen Krieg.

## Entstehung
Die Donghak-Bewegung hatte ihre geistigen Wurzeln in den religiösen Lehren von Choe Je-u (최제우) (1824–1864), der 1860 Donghak (동학) gründete und bis zu seiner Hinrichtung im Jahr 1864 seine Glaubensrichtung lehrte. Donghak kann mit "Östliche Lehre" oder "Östliches Wissen" übersetzt werden. Choe Je-u glaubte, dass die Menschen und Gott eine Einheit darstellten und Gott im Geist der Menschen existiere. Deshalb konnte es nach seinen Vorstellungen keine Unterschiede zwischen den Menschen in Bezug auf ihren sozialen Status geben. Seine Sichtweise richtete sich auch gegen westliche Lehren und Einflüsse. Vor allem dem im 18. Jahrhundert in Joseon aufkommenden Katholizismus trat er entgegen und formulierte eine Lehre, die weitgehend auf Konfuzianismus, Buddhismus, Taoismus und Schamanismus basierte.
Während der katholische Glauben hauptsächlich in der Yangban-Gesellschaft (양반) der Hauptstadt Anklang fand, war es vor allem die Landbevölkerung, die für Choe Je-us Lehren und der Botschaft von der Gleichheit der Menschen offen war. Dazu kam, dass religiöse Praktiken, wie das Rezitieren von schamanistischen Gebetsversen und das Verehren von Gottheiten der Berge von den einfachen Leuten gerne aufgenommen wurde. Donghak war eine religiöse und eine soziale Bewegung zugleich, da sie sich für die Belange der Bauernschaft und ihrer Lebensbedingungen einsetzte. Die Bewegung forderte neben der Verbesserung der Lebensbedingungen der Landbevölkerung auch ein Ende der Korruption in Verwaltung und Regierung.
Der Ort, der mit der Entstehung der Bewegung eng verbunden ist, ist Gochang (고창). Hier sollen sich 22 der Hauptakteure der Donghak-Bewegung getroffen haben und in einem Dokument ihre Entschlossenheit festgehalten haben, die Magistratur zu erstürmen und den Marsch auf Seoul zu organisieren.

## Choe Je-us Hinrichtung
Der zunehmende Einfluss und die Verbreitung des Donghak-Glaubens und der politischen Forderungen seiner Anhänger, veranlasste 1863 die Regierung dazu, Cheo Je-u unter dem Vorwurf, Zwietracht und Unruhe im Volk geschürt zu haben, zu verhaften und ihm den Prozess zu machen. Ein Jahr später wurde er wegen dieser Vorwürfen im März 1864 in Daegu (대구광역시) hingerichtet. Seine Anhänger tauchten unter oder flüchteten vorübergehend in die Berge.

## Weitere Entwicklung der Bewegung
Nach dem Tod des religiösen Führers der Bewegung organisierte sich die Bewegung in der Landbevölkerung neu. Während die Bewegung anfing Kirchen im gesamten Land zu gründen und sich eine sechsgliedrige hierarchische Ordnungsstruktur gab, organisierten sich die Bauern in Selbsthilfe (계, gye) um überleben zu können. Doch schlechte Ernten führten immer wieder zu Hungersnöten und dazu, dass Bauern ihre Dörfer verließen und im Land umherzogen. Viele begannen damit in Raubzügen das Land unsicher zu machen und organisierten sich zu Banden. Zum Leid der Bauern kam dazu, dass japanische Geschäftsleute ihnen Darlehen gegen ihre Ernte als Sicherheit anboten und dann später zur Erntezeit Wucherzinsen auf die Darlehen forderten. In den Häfen Incheon, Busan und Wŏnsan lagen die überwiegende Zahl der Geschäfte und Firmen in japanischer Hand.
Antijapanische Stimmungen, Nationalismus, Unzufriedenheit mit der eigenen Regierung, Frustration über die Ungerechtigkeit im Land und das weitere Absinken der Bauernschaft in bittere Armut, führten Anfang der 1890er zu Unruhen und Aufständen. 1892 versammelten sich zehntausende Anhänger der Donghak-Bewegung in Samnye (삼례) in der Provinz Jeolla-do (전라도) und forderten vom Gouverneur ihren geistigen Führer Choe Je-u zu rehabilitieren. In Seoul versuchten rund 40 Mitglieder der Bewegung dem König erfolglos eine Petition zu übergeben, in der die Ausweisung von Japanern und Leuten aus westlichen Ländern gefordert wurde, und in Boeun (보은) in der Provinz Chungcheong-do (충청도) demonstrierten 50.000 Anhänger für dieselbe Forderung und dafür Funktionäre zu bestrafen, die Anhänger der Donghak-Bewegung verfolgt hatten.

## Donghak-Aufstand
Nachdem die Bewegung bei den Regierenden weiterhin kein Gehör gefunden hatte, nahmen die Spannungen zu und es bedurfte nur noch eines Vorfalls zur offenen Rebellion. Dieser Vorfall ereignete sich in Gobu (고부) in der Provinz Jeolla-do, als sich die Bauern gegen die korrupten ausbeuterischen Maßnahmen des örtlichen Magistrats Jo Byeonggap (조병갑, 趙秉甲) auflehnten. Sie bewaffneten sich, besetzten am 11. Januar 1894 das Bezirksamt und verteilten den illegal eingetrieben Reis, der als Steuer galt, an die Armen.
Als die Regierung führende Mitglieder der Bewegung in Gobu verhaften und einige hinrichten ließ, sammelten sich die Bauern erneut und begannen im Februar 1894 den bewaffneten Aufstand. Die Bauern organisierten sich zügig und aus den umliegenden Provinzen kamen weitere hinzu. Nachdem sie die nach Gobu entsandten Regierungstruppen geschlagen hatten, machte sie sich auf nach Jeonju (전주시) und nahmen die Stadt am 31. Mai 1894 ein. Die Regierung geriet in Panik, bat China um militärische Hilfe und verhandelte derweil mit den Aufständischen einen Waffenstillstand. Jeon Bong-jun, der Anführer des Aufstandes glaubte an die Verhandlungsbereitschaft der Regierung, übergab ein 12-Punkte-Manifest und willigte ein, seine Truppen aufzulösen.
Während die Bauern zurück in ihre Dörfer gingen, entsandte China 3000 Soldaten, um der Regierung zu helfen, aber auch um seinen Einfluss in Joseon zu vergrößern. Auch Japan sah seine Chance mit der Entsendung von 7000 Soldaten mehr Einfluss über Joseon zu bekommen. Nachdem man erkannt hatte, dass es nichts mehr zu befrieden gab, wollte Japan seinen Einfluss in Joseon entgegen Chinas Vorstellungen nutzen und die koreanische Verwaltung reformieren. Nachdem aber Japan die Residenz des Königs besetzt hatte, kam es zum Ersten Japanisch-Chinesischen Krieg.
Nachdem Jeon Bong-jun mit seinen Anhängern erfahren hatte, dass die japanische Armee den Königspalast besetzt hatte, rief er seine Gefolgsleute zusammen und formte eine neue Bauernarmee, die sich am 16. Oktober 1894 nach Gongju (공주) aufmachte die japanischen Invasoren zu vertreiben. Am 22. Oktober 1894 kam es zum ersten Gefecht. Am 10. November war die gegenüber den japanischen Soldaten und pro-japanischen Regierungstruppen schlecht ausgerüstete Bauernarmee unterlegen und besiegt. Überlebende flohen und versuchten sich vor Verfolgung zu schützen. Ihr Anführerer Jeon Bong-jun wurde im März 1895 gefangen genommen.

## Donghak Peasants Revolution Memorial Hall
Die Donghak Peasants Revolution Memorial Hall wurde am 11. Mai 2004 in Jeongeup (정읍), in der Provinz Jeollabuk-do (전라북도) nahe dem Schlachtfeld eröffnet, auf dem die Bauernarmee der Donghak-Bewegung sich gegen die korrupte Regierung erhob. In der Hall der Erinnerung werden Waffen und Gegenstände der Bauernarmee gezeigt sowie Fotos von dem Kampf gegen die Regierungstruppen. Des Weiteren wird in der Ausstellung die Entwicklung der Revolution anhand von Dokumenten erklärt.